# Гонолек жовтоокий
Гонолек жовтоокий (Laniarius erythrogaster) — вид горобцеподібних птахів родини гладіаторових (Malaconotidae). Мешкає в Центральній і Східній Африці.

## Поширення і екологія
Жовтоокі гонолеки мешкають в Нігерії, Камеруні, Чаді, Центральноафриканській Республіці, Демократичній Республіці Конго, Південному Судані, Судані, Ефіопії, Еритреї, Уганді, Кенії, Танзанії, Руанді і Бурунді. Вони живуть в сухих чагарникових заростях, на полях, в садах, на болотах, берегах озер і річок.